# Harmadik generációs vadászrepülőgép

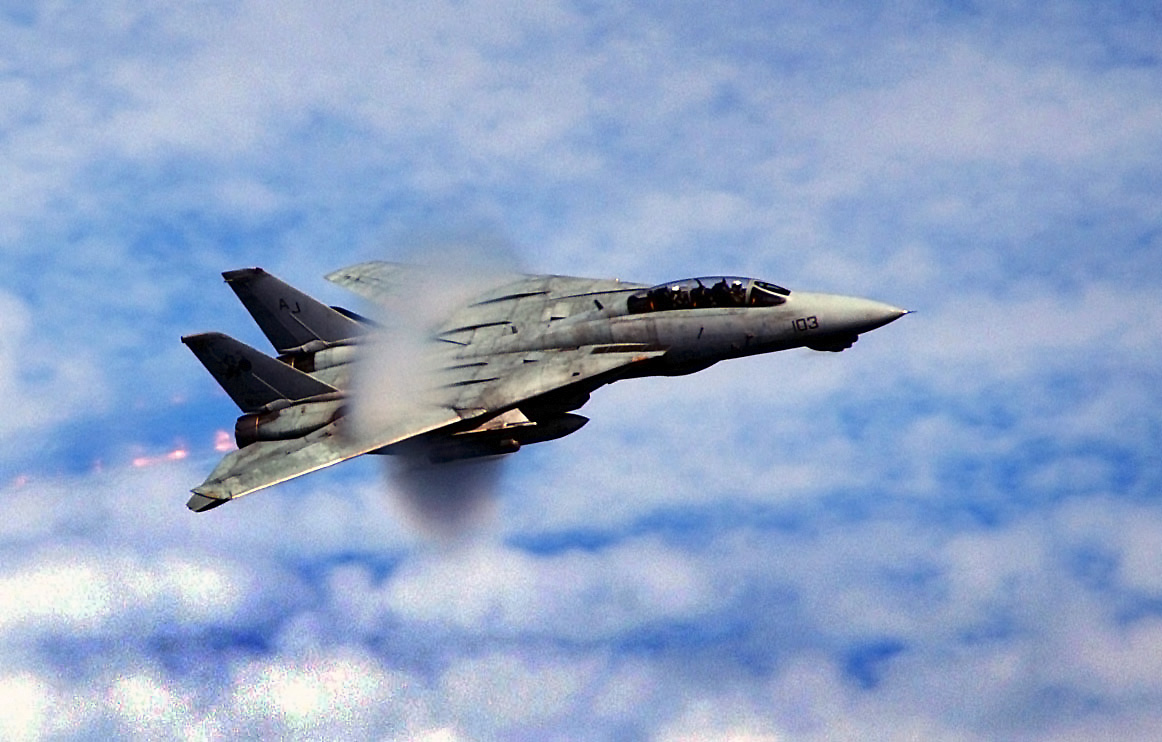
Amerikai F–14 Tomcat szuperszonikus repülés közben, teljesen hátranyilazott szárnyakkal

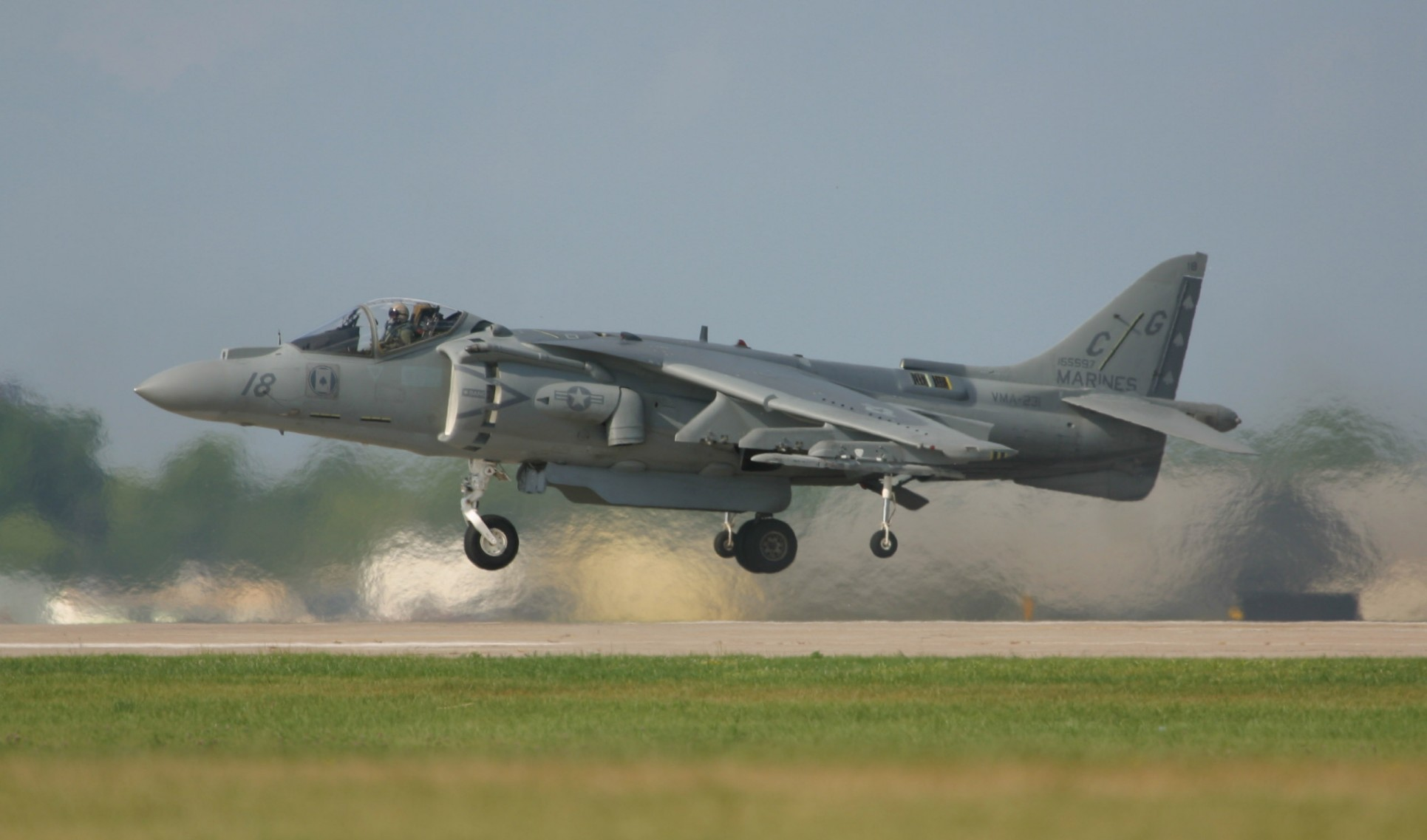
Amerikai AV–8B Harrier II lebegés közben

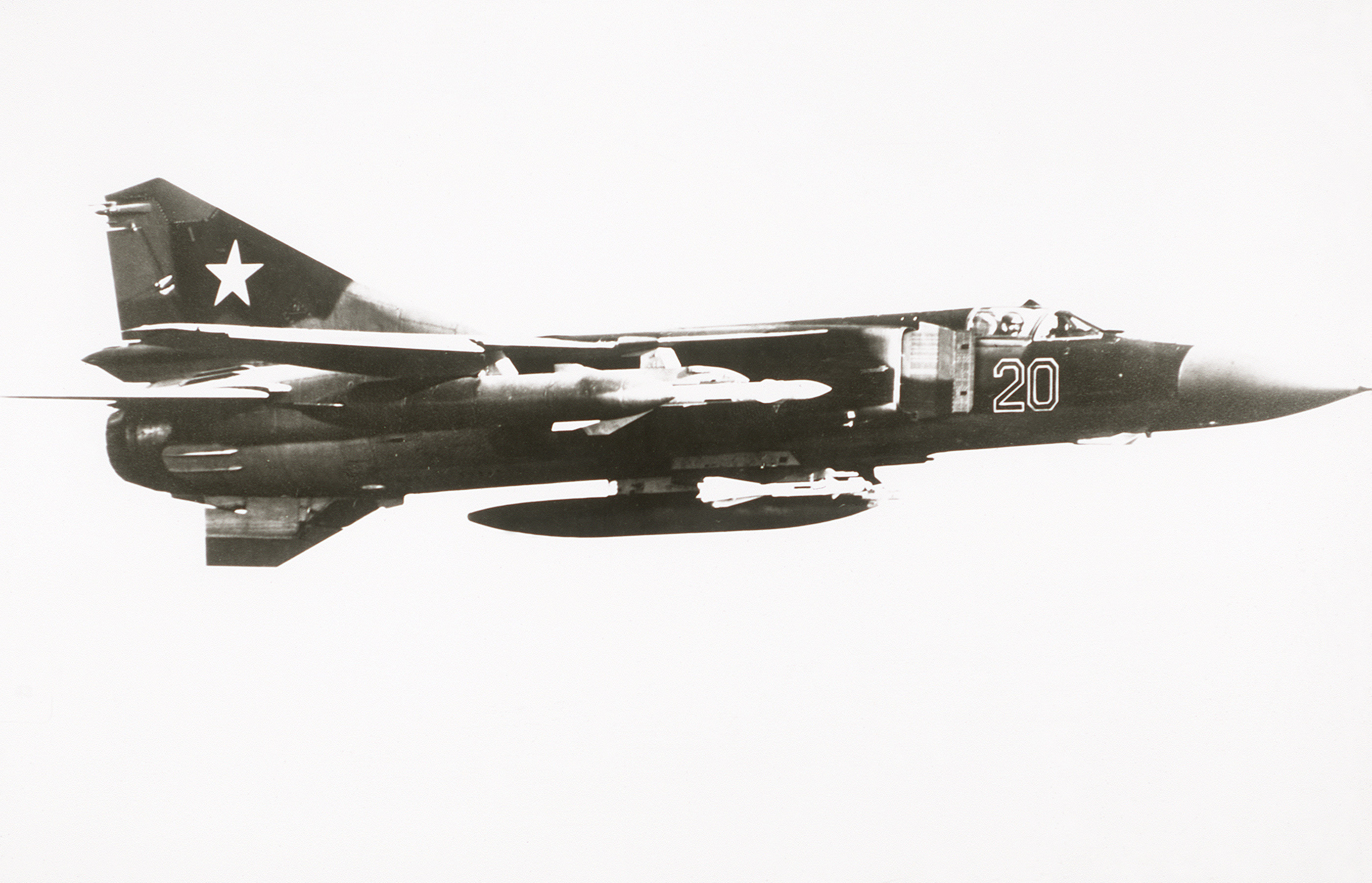
Szovjet MiG–23, szárnyai és törzse alatt tüzelőanyag-póttartályokkal és R–24, illetve R–60 légiharc-rakétákkal

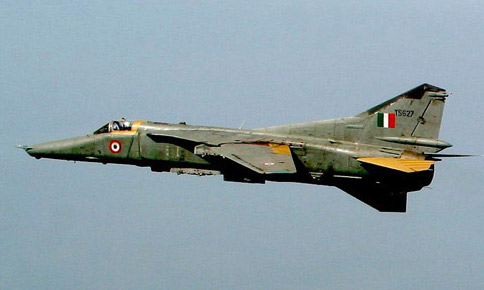
Indiai MiG–27-es, a MiG–23 vadászbombázó változata. Az eltérő kialakítású orrba a rádiólokátor helyett lézertávmérőt építettek.

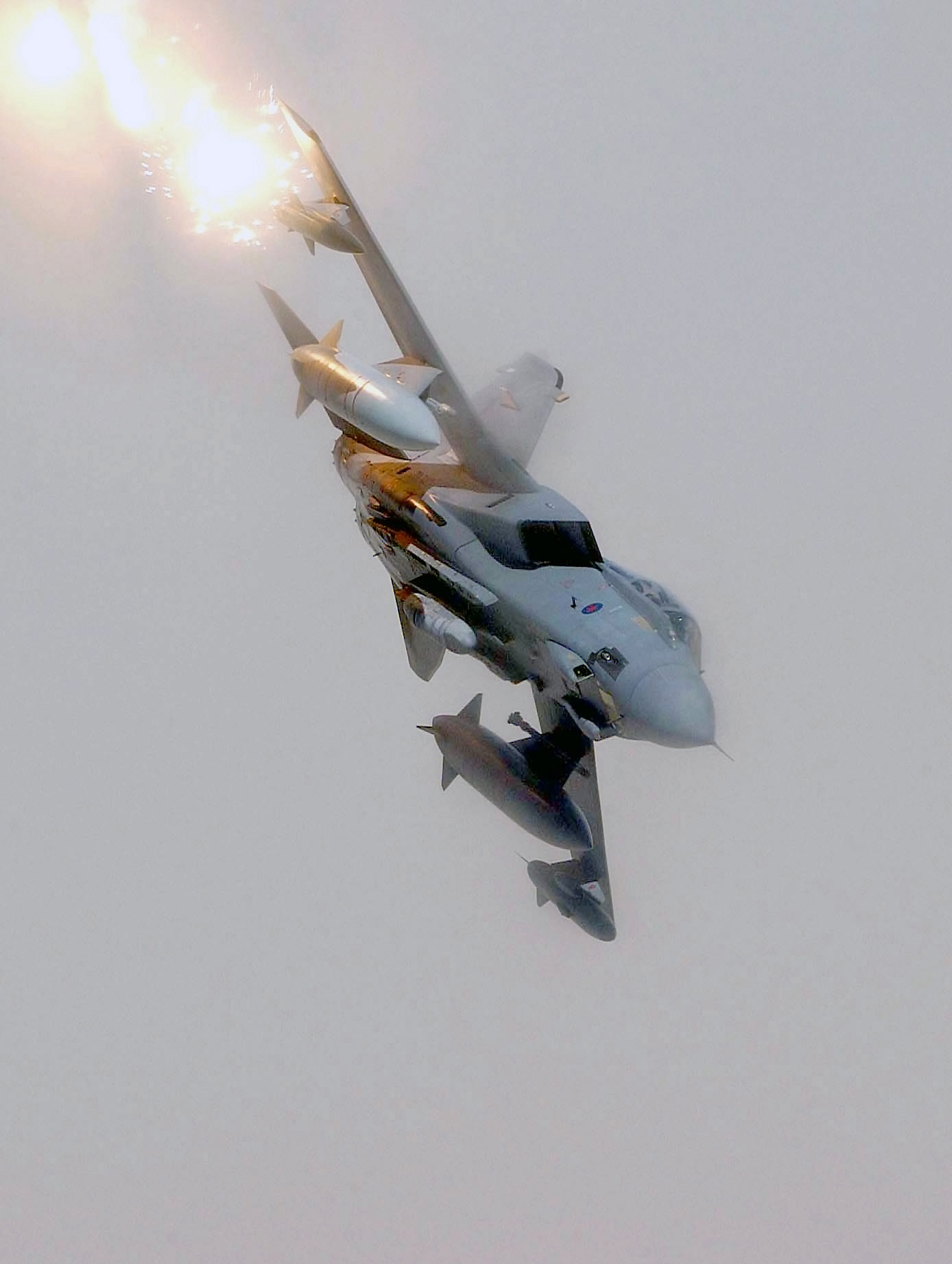
Angol Tornado GR4 infracsapdát szór

A harmadik generációs vadászrepülőgépek az 1970-es években szolgálatba állított katonai repülőgépek. Elődeik, a második generációs vadászrepülőgépek elérték a racionálisan elérhető legnagyobb sebességet és repülési magasságot, de ennek komoly ára volt: ezen repülőgépek fel- és leszállási tulajdonságai csapnivalóak voltak. Ez nemcsak a pilóták és a repülőgépek épségét veszélyeztette, hanem az ilyen repülőgépeket alkalmazó légierőket rendkívül sebezhetővé tette, mert a repülőterek ideális célpontjai voltak az ellenség légicsapásainak, és a futópályák viszonylag kis sérülések esetén is használhatatlanná váltak a rendkívül nagy neki- és kifutási hosszal rendelkező repülőgépek számára. 
Ezért az 1960-as években szinte minden repülőgép-fejlesztő ország elkezdte keresni a repülőgépek repülőterektől való függetlenítésének módjait. Megjelentek a helyből felszálló repülőgépek, ezek egyáltalán nem igényeltek semmilyen repülőteret, a repülőgépek nagy többsége pedig az ekkor elterjedt változtatható nyilazású szárnnyal rendelkezett, amely előrenyitva lehetővé tette a kis fel- és leszállósebességet, erősen hátranyilazva pedig a nagy repülési sebességet. 
A repülőgépek fegyverzetébe az irányított légiharc-rakéták mellett visszakerült a gépágyú, a földi célok ellen pedig ekkor terjedtek el az első irányított rakétafegyverek és bombák. A repülőgépek avionikája egyre bonyolultabb lett, a sokféle irányított fegyver vezérléséhez akkora mennyiségű elektronikára volt szükség, ami fel sem fért volna egyetlen repülőgépre, ezért a harmadik generációs vadászrepülőgépek erősen specializáltak voltak, ugyanannak a típusnak gyakran gyártották több, eltérő feladatkörre optimalizált változatát (MiG–23 és MiG–27, Tornado IDS és F2, F–111A és B). A szárnynyilazást változtató mechanika és a tetemes tömegű fedélzeti elektronika együttesen a repülőgépeket nehézkessé, rosszul manőverezővé, bonyolulttá és drágává tette. A nehéz üzemeltethetőség miatt a hidegháború végeztével ezeket a repülőgépeket gyorsan kivonták a hadrendből, ma már csak néhány légierő alkalmazza őket.